# Osmia erythrogastra
Osmia erythrogastra är en biart som beskrevs av Ferton 1905. Osmia erythrogastra ingår i släktet murarbin, och familjen buksamlarbin. Inga underarter finns listade i Catalogue of Life.